# Énergie en Lituanie
La consommation d'énergie primaire en Lituanie était composée en 2023 de 63,5 % d'énergies fossiles (43,8 % de pétrole, 18 % de gaz naturel, 1,7 % de charbon), 27,9 % d'énergies renouvelables (biomasse-déchets : 23,3 %, éolien et solaire : 4,0 %, hydroélectricité : 0,6 %) et 8,6 % d'électricité importée. La part nette des importations dans cette consommation atteignait 72,2 %.
La consommation d'énergie par habitant en Lituanie était supérieure de 30 % à la moyenne mondiale en 2023.
La part de l'électricité dans la consommation finale d'énergie de la Lituanie était de 15,0 % en 2023 et celle de la chaleur de réseau de 12,1 %. Cette dernière était produite à 74,7 % à partir d'énergies renouvelables.
La production d'électricité de la Lituanie en 2023 provenait à 83,2 % d'énergies renouvelables (éolien : 42,4 %, hydroélectricité : 16,5 %, solaire : 11,5 %, biomasse : 8,9 %, déchets : 3,8 %), à 13,4 % d'énergies fossiles (gaz naturel : 9,8 %, pétrole : 3,6 %) et à 3,5 % d'autres sources. Le pays est largement importateur depuis 2010, après la fermeture de la centrale nucléaire d'Ignalina : son solde importateur net atteignait 57,4 % de la consommation brute d'électricité en 2023, mais il a décru de 28 % depuis son pic atteint en 2018.
La production d'électricité éolienne a progressé de 68 % en 2023 et de 38 % en 2024 ; la puissance installée éolienne par habitant de la Lituanie est supérieure de 23 % à la moyenne de l'UE, au 8e rang européen. La production d'électricité solaire photovoltaïque a progressé de 80 % en 2022, 101 % en 2023, 85 % en 2024. L'éolien fournissait 21 % de la consommation en 2023, et le solaire 5,7 %.

## Consommation d'énergie primaire
La consommation d'énergie primaire en Lituanie était de 290,05 PJ en 2023, dont 63,5 % d'énergies fossiles (43,8 % de pétrole, 18,0 % de gaz naturel, 1,7 % de charbon), 27,9 % d'énergies renouvelables (biomasse+déchets : 23,3 %, éolien et solaire : 4,0 %, hydroélectricité : 0,6 %) et 8,6 % d'électricité importée.
Les importations d'énergie, nettes des exportations, s'élevaient à 209,38 PJ en 2023, soit 72,2 % de la consommation intérieure d'énergie.
La consommation d'énergie primaire par habitant était de 102 GJ en 2023, 30 % au-dessus de la moyenne mondiale de 2022 : 78,3 GJ.

## Pétrole
Elle importe, par le Terminal pétrolier de Būtingė du pétrole qui est dirigé vers la raffinerie de  Mažeikiai,. opéré par ORLEN Lituanie.

## Gaz naturel
La Lituanie s'est dotée, en 2014, d'un terminal flottant permettant l'importation de gaz naturel liquéfié (GNL) afin de ne plus dépendre du gaz russe. Installé dans le port de Klaipėda, il fournit désormais 100 % des besoins lituaniens et une partie des besoins de la Lettonie et de l'Estonie. Le site de stockage d'Inčukalns, un des plus grands d'Europe en raison de la spécificité géologique du sol letton, est de plus en plus alimenté en gaz provenant de Klaipeda, mais un goulet d'étranglement au niveau du réseau reliant ces deux installations oblige la Lettonie à importer du gaz russe pour environ 70 % de ses besoins. Par ailleurs, un gazoduc reliera la Lituanie et la Pologne à partir de mai 2022.

## Secteur électrique
La part de l'électricité dans la consommation finale d'énergie de la Lituanie était de 15,0 % en 2023
La production d'électricité de la Lituanie s'élevait à 5 976 GWh en 2023, provenant à 83,2 % d'énergies renouvelables (4 974 GWh, dont éolien : 2 536 GWh (42,4 %), hydroélectricité : 988 GWh (16,5 %), solaire : 688 GWh (11,5 %), biomasse : 532 GWh (8,9 %), déchets : 230 GWh (3,8 %), à 13,4 % d'énergies fossiles (gaz naturel : 9,8 %, pétrole : 3,6 %) et à 3,5 % d'autres sources (dont déchets non renouvelables : 3,1 %).
La consommation d'énergie électrique par habitant a connue une forte chute après la dislocation de l'URSS, passant de 4,02 MWh en 1990 à 2,49 MWh en 1993. La consommation s'est ensuite redressée pour atteindre 4,70 MWh en 2021, puis a reculé à 4,20 MWh en 2023.
La part des renouvelables dans le mix électrique de la Lituanie était de 39,4 % en 2015.

### Nucléaire
Le pays disposait d'une centrale nucléaire, la centrale nucléaire d'Ignalina, composée de deux réacteurs RBMK d'une puissance unitaire de 1 500 MW. Le premier réacteur a été mis en service en 1983, puis fut fermé le 31 décembre 2004. Le second réacteur a été en activité de 1987 au 31 décembre 2009. La fermeture de la centrale était exigée par l'Union européenne en contrepartie du financement du démantèlement de la centrale car le réacteur utilisé était du même modèle que celui de Tchernobyl.

### Éolien

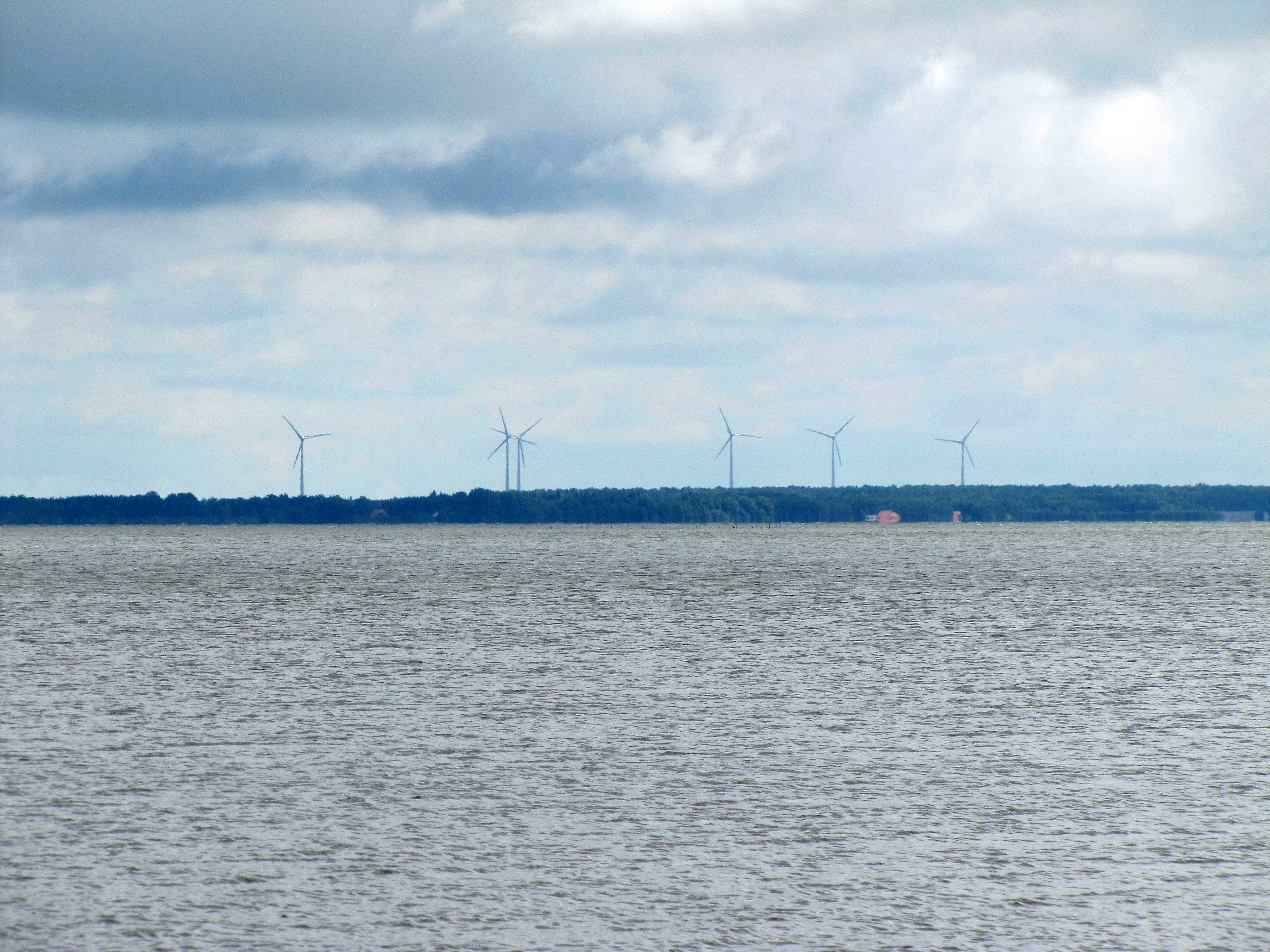
Parc éolien près de la lagune de Courlande, en Lituanie, 2011.

#### Production d'électricité éolienne
Selon EurObserv'ER, la production éolienne de la Lituanie s'est élevée à 3 491 GWh en 2024, en hausse de 38 % par rapport à 2023, soit 0,7 % du total de l'Union européenne (UE), au 16e rang des producteurs éoliens de l'UE, loin derrière l'Allemagne (28,5 %), l'Espagne (12,8 %), la France (9,2 %), la Suède (8,5 %), les Pays-Bas (6,8 %), la Pologne (5,2 %), etc.
| Année | Production (GWh) | Accroissement | Part prod.élec. |
| 2009  | 158              | +21 %         | 1,0 %           |
| 2010  | 224              | +42 %         | 3,9 %           |
| 2011  | 475              | +112 %        | 9,9 %           |
| 2012  | 540              | +14 %         | 10,7 %          |
| 2013  | 603              | +12 %         | 12,7 %          |
| 2014  | 639              | +6 %          | 14,5 %          |
| 2015  | 810              | +27 %         | 16,4 %          |
| 2016  | 1 136            | +40 %         | 26,6 %          |
| 2017  | 1 363            | +20 %         | 32,6 %          |
| 2018  | 1 144            | -16 %         | 32,6 %          |
| 2019  | 1 499            | +31 %         | 37,8 %          |
| 2020  | 1 551            | +3 %          | 28,1 %          |
| 2021  | 1 361            | -12 %         | 26,8 %          |
| 2022  | 1 512            | +11 %         | 31,6 %          |
| 2023  | 2 536            | +68 %         | 42,4 %          |
| 2024  | 3 491            | +38 %         |                 |

En 2023, la production éolienne de la Lituanie s'est élevée à 2 524 GWh, en hausse de 67 % par rapport à 2022, au 17e rang des producteurs éoliens de l'Union européenne (UE), avec 0,5 % du total de l'UE, loin derrière l'Allemagne (29,8 %), l'Espagne (13,5 %), la France (10,6 %), la Suède (7,2 %), les Pays-Bas (6,1 %), l'Italie (4,9 %), etc.
En 2022, la production éolienne de la Lituanie s'est élevée à 1 513 GWh, en hausse de 11,1 % par rapport à 2021, au 17e rang des producteurs éoliens de l'Union européenne (UE), avec 0,4 % du total de l'UE.
En 2023, l'éolien a produit 2 536 GWh, soit 42,4 % de la production d'électricité du pays, mais seulement 21 % de sa consommation brute d'électricité, le pays important 57,4 % de l'électricité qu'il consomme.

#### Puissance installée éolienne
La Lituanie a installé 548 MW en 2024, portant sa puissance installée éolienne à 1 832 MW fin 2024 (+42,7 %). Elle se classe au 16e rang de l'Union européenne (UE) avec 0,8 % du total de l'UE, loin derrière l'Allemagne (31,8 %), l'Espagne (14,1 %), la France (10,2 %), la Suède (7,4 %), l'Italie (5,6 %), les Pays-Bas (4,6 %), la Pologne (4,3 %), etc. Sa part du marché de l'UE en 2024 était de 4,1 %.
La puissance installée par habitant de la Lituanie s'élevait en 2024 à 634,8 W, supérieure de 23 % à la moyenne de l'UE (516,2 W), au 8e rang européen, loin derrière la Suède (1 632,1 W), la Finlande (1 491,5 W) et l'Allemagne (872,1 W), mais devant la France (364,6 W) ou la Pologne (276,9 W).
La Lituanie a installé 342 MW en 2023, portant sa puissance installée éolienne à 1 288 MW fin 2023 (+36,2 %). Elle se classe au 16e rang de l'Union européenne (UE) avec 0,6 % du total de l'UE, loin derrière l'Allemagne (31,8 %), l'Espagne (14,1 %), la France (10,2 %) et la Suède (7,4 %), l'Italie (5,6 %), etc. Sa part du marché de l'UE en 2023 était de 2,2 %.
La Lituanie a installé 267 MW en 2022, portant sa puissance installée éolienne à 938 MW fin 2022 (+39,8 %). Elle se classe au 17e rang de l'Union européenne (UE) avec 0,5 % du total de l'UE. Sa part du marché de l'UE en 2022 était de 1,8 %.

### Solaire

#### Production solaire
Selon EurObserv'ER, la Lituanie a produit 1 273 GWh en 2024, en progression de 85 %, soit 0,43 % de la production de l'Union européenne (UE), au 17e rang des producteurs photovoltaïques de l'UE, loin derrière l'Allemagne (25,0 %), l'Espagne (18,1 %), l'Italie (12,1 %), la France (8,2 %), les Pays-Bas (7,3 %), la Pologne (5,1 %), la Grèce (3,4 %).
La production photovoltaïque de la Lituanie atteignait 688 GWh en 2023, soit 11,5 % de la production d'électricité du pays, mais seulement 5,7 % de sa consommation brute d'électricité, contre 342 GWh en 2022, en progression de 101 %.
| Année | Production (GWh) | Accroissement | Part prod.élec. | Part cons.élec. |
| 2013  | 45               |               | 0,9 %           | 0,38 %          |
| 2014  | 73               | +62 %         | 1,7 %           | 0,61 %          |
| 2015  | 73               | + %           | 1,5 %           | 0,60 %          |
| 2016  | 66               | -10 %         | 1,5 %           | 0,53 %          |
| 2017  | 68               | +3 %          | 1,6 %           | 0,53 %          |
| 2018  | 86               | +26 %         | 2,4 %           | 0,65 %          |
| 2019  | 91               | +6 %          | 2,3 %           | 0,68 %          |
| 2020  | 128              | +41 %         | 2,3 %           | 0,95 %          |
| 2021  | 190              | +48 %         | 3,7 %           | 1,3 %           |
| 2022  | 342              | +80 %         | 7,2 %           | 2,6 %           |
| 2023  | 688              | +101 %        | 11,5 %          | 5,7 %           |
| 2024  | 1 273            | +85 %         |                 |                 |

Selon EurObserv'ER, la Lituanie a produit 633 GWh en 2023, en progression de 85 %, soit 0,26 % de la production de l'Union européenne (UE), au 22e rang des producteurs photovoltaïques de l'UE, loin derrière l'Allemagne (25,1 %), l'Espagne (17,6 %), l'Italie (12,6 %), la France (9,5 %), les Pays-Bas (8,7 %) et la Pologne (4,7 %).

#### Puissance installée photovoltaïque
En 2024, la Lituanie a installé 1 255 MWc, soit 2,1 % du total de l'UE, derrière l'Allemagne (24,2 %), l'Espagne (13,1 %), l'Italie (10,8 %), la France (8,4 %), la Pologne (7,3 %), les Pays-Bas (5,2 %), la Grèce (4,3 %), l'Autriche (3,7 %), la Hongrie (3,0 %), etc. La puissance installée du parc photovoltaïque lituanien atteint 2 408 MWc, en progression de 109 % en un an, au 17e rang européen, loin derrière l'Allemagne (89 130 MWc, 29,1 %), l'Espagne (37 438 MWc, 12,2 %), l'Italie (35 819 MWc, 11,7 %), la France (24 878 MWc, 8,1 %), les Pays-Bas (23 904 MWc, 7,9 %), la Pologne (20 945 MWc, 6,6 %), etc. La puissance installée par habitant en Lituanie atteignait 834,4 Wc fin 2024, supérieure de 22 % à la moyenne de l'Union européenne (682 Wc), au 6e rang européen, derrière les Pays-Bas (1 357,6 Wc), l'Allemagne (1 068 Wc), l'Autriche (941,2 Wc), la Grèce (893,1 Wc) et l'Estonie (880,2 Wc), devant l'Espagne (770 Wc), le Danemark (661,8 Wc), la Pologne (571,9 Wc) et la France (363,4 Wc).
En 2023, la Lituanie a installé 593 MWc, soit 1,1 % du total de l'UE, loin derrière l'Allemagne (27,5 %), l'Espagne (13,7 %), l'Italie (9,9 %), la Pologne (9,2 %), les Pays-Bas (8,1 %) et la France (6 %). La puissance installée du parc photovoltaïque lituanien atteint 1 165 MWc, en progression de 104 % en un an, au 17e rang européen, loin derrière l'Allemagne (32 %), l'Espagne (11,9 %), l'Italie (11,8 %), les Pays-Bas (9,3 %), la France (8 %) et la Pologne (6,6 %). La puissance installée par habitant en Lituanie atteignait 407,7 Wc fin 2023, inférieure de 29 % à la moyenne de l'Union européenne (572,5 Wc), au 15e rang européen, loin derrière les Pays-Bas (1 342,1 Wc), l'Allemagne (974,3 Wc) et l'Espagne (636,6 Wc), mais proche de la Pologne (464,1 Wc) et devant la France (300,7 Wc).

### Importations d'électricité
La Lituanie est largement importatrice : sa consommation brute d'électricité atteignant 12 070 GWh en 2023, elle a importé 10 910 GWh et exporté 3 980 GWh ; son solde importateur est donc de 6 930 GWh, soit 57,4 % des besoins du pays. La Lituanie est devenue importatrice en 2010, à la suite de la fermeture de la centrale nucléaire d'Ignalina. Le solde importateur était de 5 990 GWh en 2010, il s'est accru progressivement jusqu'à 9 633 GWh en 2018, puis a reculé de 28 % jusqu'à 2023.

## Secteur du chauffage urbain
La part de la chaleur de réseau dans la consommation finale d'énergie de la Lituanie était de 12,1 % en 2023.
La chaleur de réseau est produite en 2023 à partir de combustibles fossiles pour 16,8 % (gaz naturel : 12,4 %, pétrole : 4,2 %, charbon : 0,2 %), d'énergies renouvelables pour 74,7 % (biomasse : 63,8 %, déchets : 10,9 %) et d'autres sources pour 8,5 %.

## Politique énergétique
La Lituanie, qui importait un quart de l'électricité consommée dans le pays ainsi que la quasi-totalité du pétrole et du gaz, est parvenue en trois mois à s'en passer après l'Invasion de l'Ukraine par la Russie en 2022, grâce à son terminal méthanier, mis en service fin 2014, et à des importations d'électricité de Suède, de Pologne et de Finlande. Elle se donne comme objectif de produire 100 % de sa consommation électrique, en très large majorité décarbonée, à l'horizon 2027. La puissance installée de l'éolien offshore devrait passer rapidement de 700 MW à 4,5 GW et celle de l'éolien terrestre de 15 MW à 15 GW. Au-delà de 2027, la Lituanie compte exporter, notamment vers la Pologne et l'Allemagne. Le potentiel de l'éolien offshore est estimé à 25 GW. Pour stabiliser son réseau, la Lituanie mise sur le développement de batteries, dont elle possède déjà le plus grand parc en activité en Europe. A terme, elle compte aussi s'appuyer sur le nucléaire, qui pourrait représenter jusqu'à 15 % de son mix énergétique, sous la forme de SMR.

## Émissions deCO2
Le pays a émit 11,59 millions de tonnes de CO2 en 2018 soit une nette diminution par rapport à 1991 où les émissions était de 34,29 millions de tonnes par an. En 1991, les émissions était de 9,3 tonnes de CO2 par habitant et par an et sont en 2018 de 4,1 tonnes.